# Wizzard
Wizzard fue una banda de glam rock británica formada por Roy Wood, fundador de The Move y cofundador de Electric Light Orchestra. El Libro Guinness de los 500 éxitos número uno indica que "Wizzard fue Roy Wood lo mismo que Wings fue Paul McCartney."

## Músicos
- Roy Wood - voz, guitarra, saxofón, percusión (1972-1975)
- Mike Burney - saxofón, clarinete, flauta (1972-1975; died 2014)
- Charlie Grima - batería, percusión (1972-1975)
- Nick Pentelow - saxofón, clarinete, flauta (1972-1975)
- Rick Price - bajo (1972-1975)
- Keith Smart - batería (1972-1975)
- Bill Hunt - teclados (1972-1974)
- Hugh McDowell - chelo, sintetizadores (1972-1973)
- Bob Brady - teclados (1974-1975)

## Discografía

### Estudio
| Wizzard Brew                             | - 1973 - EMI          | 29 |
| Introducing Eddy and the Falcons         | - 1974 - Warner Bros. | 19 |
| Main Street                              | - 2000 - Edsel        | —  |
| "—" denota que no ingresó en las listas. |                       |    |